# Norra Sytertoppen
Norra Sytertoppen est un sommet du comté de Västerbotten, en Laponie suédoise. C'est le point culminant du massif de Norra Storfjället et du comté, avec une altitude de 1 768 m. Il est inclus dans la vaste réserve naturelle de Vindelfjällen.